# باب مكارثي
باب مكارثي (بالإنجليزية: Babe McCarthy)‏ هو مدرب كرة سلة أمريكي، ولد في 1 أكتوبر 1923 في بلادوين في الولايات المتحدة، وتوفي بنفس المكان في 17 مارس 1975.

## روابط خارجية
- باب مكارثي على موقع سبورتس رفرنس (الإنجليزية)
- باب مكارثي على موقع كلية كرة السلة في سبورتس رفرنس.كوم (الإنجليزية)
- باب مكارثي على موقع قاعة ميسيسيبي للمشاهير الرياضية (الإنجليزية)